# Denton Daley
Denton Daley (ur. 18 marca 1982) – kanadyjski bokser kategorii junior ciężkiej.

## Kariera amatorska
W dniach 21-25 stycznia 2009 r., Daley brał udział w Mistrzostwach Kanady, walcząc w kategorii ciężkiej. Daley zdobył srebrny medal, przegrywając walkowerem z wielokrotnym mistrzem Kanady Sylverem Louisem.

## Kariera zawodowa
Jako zawodowiec Kanadyjczyk zadebiutował 16 stycznia 2010 r., mając za rywala innego debiutanta, rodaka Irvinga Chestnuta. Po 6. kolejnych zwycięstwach z mało doświadczonymi rywalami, Daley 1 grudnia zmierzył się z byłym rywalem Pawła Kołodzieja, Mauro Adrianem Ordialesem. Daley zwyciężył przez TKO w 2. rundzie.

## Lista walk na zawodowym ringu
| Wynik     | Rekord | Przeciwnik            | Werdykt | Runda | Data       | Miejsce                             | Uwagi                                                               |
| --------- | ------ | --------------------- | ------- | ----- | ---------- | ----------------------------------- | ------------------------------------------------------------------- |
| Przegrana | 12-1   | Youri Kalenga         | TKO     | 12/12 | 15.11.2014 | Hershey Centre, Mississauga, Kanada | Walka o mistrzostwo świata WBA Interim w kategorii junior ciężkiej. |
| Wygrana   | 12-0   | Andres Taylor         | UD      | 12/12 | 15.02.2014 | Hershey Centre, Mississauga, Kanada | Obronił mistrzostwo NABA w kategorii junior ciężkiej. (2)           |
| Wygrana   | 11-0   | Jean Marc Monrose     | UD      | 10/10 | 14.09.2013 | Casino Rama, Rama, Kanada           | Obronił mistrzostwo NABA w kategorii junior ciężkiej. (1)           |
| Wygrana   | 10-0   | Faïsal Ibnel Arrami   | RTD     | 4/10  | 01.06.2013 | Hershey Centre, Mississauga, Kanada | Zdobył mistrzostwo NABA w kategorii junior ciężkiej.                |
| Wygrana   | 9-0    | Richard Hall          | UD      | 10/10 | 04.03.2013 | The Ritz-Carlton, Toronto, Kanada   | Zdobył mistrzostwo NABF w kategorii junior ciężkiej.                |
| Wygrana   | 8-0    | Mauro Adrian Ordiales | TKO     | 2/8   | 01.12.2012 | Hershey Centre, Mississauga, Kanada |                                                                     |
| Wygrana   | 7-0    | Jason Douglas         | TKO     | 4/8   | 08.09.2012 | Hershey Centre, Mississauga, Kanada |                                                                     |
| Wygrana   | 6-0    | Frank White           | RTD     | 6/8   | 12.05.2012 | Hershey Centre, Mississauga, Kanada |                                                                     |
| Wygrana   | 5-0    | Benito Quiroz         | UD      | 6/6   | 11.02.2012 | Hershey Centre, Mississauga, Kanada |                                                                     |
| Wygrana   | 4-0    | Taylor Bull           | TKO     | 2/4   | 04.02.2011 | Molson Centre, Barrie, Kanada       |                                                                     |
| Wygrana   | 3-0    | Pasteur Mbuyi         | UD      | 4/4   | 10.07.2010 | Hershey Centre, Mississauga, Kanada |                                                                     |
| Wygrana   | 2-0    | Taffo Asongwed        | UD      | 4/4   | 15.05.2010 | Powerade Centre, Brampton, Kanada   |                                                                     |
| Wygrana   | 1-0    | Irving Chestnut       | KO      | 3/4   | 16.01.2010 | Hershey Centre, Mississauga, Kanada |                                                                     |